# Ahmad ibn Munim
Ahmad ibn Munim, bekannt als Ibn Munim, (*  in Dénia; gestorben 1228 oder 1229 in Marrakesch) war ein arabischer Mathematiker. Er ist für frühe Arbeiten zur Kombinatorik bekannt.
Auch Ahmad ibn Ibrahim Abdari, Abū Jaʻfar Aḥmad bin Ibrahīm bin Munʻim al-ʻAbdarī, Ahmed ben Ibrāhīm Ibn Muni'm.
Ibn Munim stammte aus dem Küstenort Dénia bei Valencia und zog nach Marrakesch, wo er Mathematik lehrte und weithin als bester Experte auf diesem Gebiet galt. Mit 30 Jahren begann er Medizin zu studieren und praktizierte später als Arzt. Bekannt ist er für sein Werk Fiqh al-Hisab (Wissenschaft vom Rechnen). Im 11. Kapitel behandelt er kombinatorische Probleme, die aus der Linguistik kamen (zum Beispiel Anzahl Permutation von unterschiedlichen Buchstaben bei Worten fester Länge mit und ohne Wiederholung).
Von ihm stammen auch Abhandlungen zu Geometrie und magischen Quadraten, die nicht erhalten sind.
Er inspirierte weitere Mathematiker wie al-Quadi ash-Sharif (gestorben 1283), dessen Werk Kanon der Berechnung aber noch nicht gefunden werden konnte.
Ältere Literatur (Heinrich Suter, H. P.-J. Renaud) verwechselte ihn mit Muhammad ibn Abd al-Munim, einem Mathematiker am Hof von Roger II. in Sizilien.